# Siegfried Linkwitz
Siegfried Linkwitz (* 23. November 1935 in Bad Oeynhausen; † 11. September 2018 in Corte Madera) war ein deutscher Elektroingenieur.
Linkwitz galt als ein Pionier des Lautsprecherbaus. Nach ihm wurde der sog. Linkwitz-Riley-Filter benannt, den er mit Russ Riley erarbeitet hatte. Linkwitz hat zu dem Thema Dipol-Lautsprecher wegweisende Neuerungen publiziert. Auch im Bereich des Lautsprecherselbstbaus war Linkwitz aktiv. Er hatte von 1955 bis 1961 an der TU Darmstadt und von 1961 bis 1962 an der Stanford University Elektrotechnik studiert.
Er starb in Folge eines langjährigen Prostatakrebsleidens.

## Links
- Linkwitzlab – offizielle Webpräsenz
- Präsenz au Linked-IN
- Interview auf Youtube